# Krzysztof Wanio
Krzysztof Wanio (ur. 13 lipca 1964 w Warszawie) – polski dziennikarz i prezenter telewizyjny, radiowy i sportowy, aktor, komentator sportowy Polsatu, Polsatu Sport i Polsatu Sport Extra.

## Życiorys
Z Polsatem związany od 1994 roku gdzie m.in. prowadził teleturniej interaktywny Drzewko Szczęścia.
Pracował m.in. podczas mistrzostw świata w piłce nożnej (2002 i 2006), mistrzostw świata i Europy w siatkówce kobiet i mężczyzn oraz wielu tenisowych turniejach - m.in. Wimbledon, Master Series. Był także szefem biura prasowego turnieju tenisowego Polsat Warsaw Open 2010.
Od 2000 roku przede wszystkim związany jest z siatkówką. W 2006 roku został wybrany członkiem komisji prasowej Międzynarodowej Federacji Piłki Siatkowej (FIVB). W latach 2007−2008 był rzecznikiem prasowym Polskiego Związku Piłki Siatkowej (PZPS). Współautor i prowadzący programu o siatkówce pt. Punkt, Set, Mecz.
Komentuje głównie mecze siatkówki i tenisa w Polsacie Sport i Polsacie Sport Extra.
Prowadzi także serwisy sportowe.
11 stycznia 2000 roku dostał wyróżnienie w plebiscycie Telekamery 2000: dostał 4. miejsce w kat. Sport.